# Хорішківська сільська рада
Хорішківська сільська рада — колишній орган місцевого самоврядування у Козельщинському районі Полтавської області з центром у селі Хорішки.

## Населені пункти
Сільраді були підпорядковані населені пункти:
- c. Хорішки
- с. Вільне
- с. Загребелля
- с. Костівка
- с. Пашенівка
- с. Юрки
- с. Юрочки